# 2-C-メチル-D-エリトリトール-2,4-シクロピロリン酸
2-C-メチル-D-エリトリトール-2,4-シクロピロリン酸（2-C-メチル-D-エリトリトール-2,4-シクロピロリンさん、2-C-Methyl-D-erythritol-2,4-cyclopyrophosphate、MEcPP）は、非メバロン酸経路の中間生成物の一つ。2-メチルブタン-1,2,3,4-テトラール-2,4-シクロピロリン酸（2-methyl-butan-1,2,3,4-tetraol-2,4-cyclopyrophosphate）ともいう。
非メバロン酸経路では、2-C-メチル-D-エリトリトール-2,4-シクロ二リン酸シンターゼによって4-ジホスホシチジル-2-C-メチル-D-エリトリトール-2-リン酸から合成される。